# Festival del Chocolate Tabasco
El Festival del Chocolate Tabasco es un evento anual que se realiza desde el año 2010 en la ciudad de Villahermosa, capital del estado de Tabasco, en México, es considerado uno de los festivales de chocolate más importantes del mundo y forma parte de la red de festivales gastronómicos y turísticos que ofrece el estado de Tabasco, conformada además por el Festival del Ostión y el Festival del queso artesanal. En la edición 2023 tuvo una afluencia de 115 mil visitantes y una derrama económica superior a los 87.5 millones de pesos en los 5 días del festival.
El Festival del Chocolate Tabasco se ha posicionado como uno de los eventos de chocolate más importantes, recibiendo visitantes de muchos estados de la república y de varios países dentro de los que destacan: Estados Unidos de América, Canadá, Brasil, Francia, Italia y Bélgica.

## Antecedentes
El estado de Tabasco desde la época prehispánica ha sido un importante productor de cacao, de hecho, los olmecas fueron los primeros humanos en saborear una bebida a base de cacao. Hacia el año 600 a. C., los Mayas de Tabasco fabricaban con ese fruto, una bebida amarga que llamaban xocoatl, y celebraban un festival anual en abril, para honrar al dios del cacao, Ek Chuah, un evento que incluía sacrificios de perros y otros animales con marcas pintadas de chocolate, ofrendas de cacao, plumas, incienso e intercambio de regalos. En forma semilíquida y líquida, el chocolate solía ser bebida preferida de las realezas, que lo consumían en vasos especiales (jícaras). Igualmente era considerado (con razón) un alimento tonificante o energizante, que se podía consumir mezclado en una masa de harina de maíz mezclada con chiles y miel.
El  xocolatl era muy apreciado entre las culturas prehispánicas, ya que era considerado como un reconstituyente que daba fuerza y despertaba el apetito sexual. Por otra parte, las semillas de cacao también se utilizaban como monedas de cambio, costumbre que perduró mucho después de la colonización de los españoles. De hecho Hernán Cortés pagaba a sus soldados con cacao.
Gracias a las rutas comerciales, los mayas de Tabasco, extendieron el consumo del xocolatl a toda Mesoamérica desde la Península de Yucatán y Soconusco hasta Centroamérica, llegando incluso al Altiplano Central, donde fue muy apreciado por la civilización azteca. Los cacaos más estimados eran los provenientes de la provincia de Tabasco, por sus semillas grandes, oleaginosas y de buen sabor.
En 1519, los soldados de Hernán Cortés probaron por primera vez el chocolate en Potonchán, población maya del cacicazgo de Tabasco y la describieron como amarga y picante. En la época colonial, los aristócratas mexicanos hacían cocer el cacao con agua y para endulzarlo, le agregaban miel silvestre, aromatizándolo con un poco de vainilla, mientras que la gente del pueblo le agregaba atole de maíz para hacerlo más nutritivo. 
Debido a su delicioso sabor y a su alto valor nutritivo, en el año de 1528 Hernán Cortés regresa a España con un gran cargamento de cacao, siendo consumido como energizante, al principio solo por los nobles de la corte, por ser escaso y de alto valor. Es hasta 1615 cuando se inicia la expansión del consumo del chocolate en Europa, al ser introducido a Francia, en 1646 a Alemania, y en 1657 a Inglaterra.
En la actualidad, el estado de Tabasco es el primer productor de Cacao en México, y cuenta con la denominación de origen del llamado Cacao Grijalva, reconocido como uno de los mejores del mundo. De hecho, el chocolate tabasqueño es considerado de los mejores del mundo.

## El festival
Para aprovechar el potencial de Tabasco como primer productor nacional del cacao, y crear nuevas herramientas para el impulso del turismo en la región, se creó en el año 2010 el Festival del Chocolate, el cual se desarrolla durante cinco días en el mes de noviembre de cada año, teniendo como sede las naves comerciales del Parque Tabasco en la ciudad de Villahermosa.
El festival del Chocolate cuenta con diversos espacios en los que se desarrollan varias actividades como son:
- Salón del Chocolate: Es un área en donde una gran cantidad de expositores se dan cita para ofrecer los diversos productos de chocolate que fabrican. Ofertándose desde chocolate artesanal, hasta industrial.[3]

- Salón Cacao: En este salón podrás conocer los diferentes productos derivados del cacao, con la explicación de expertos que te guiarán en el mundo del chocolate.

- Cava - Cao: Este espacio está destinado para la degustación de chocolates, y maridajes de vinos y quesos, acompañado de un chef invitado quien platicará de las características e ingredientes de los tipos de chocolate a degustar.

- Promesas del Cacao: Espacio para promover a las nuevas promesas de la gastronomía del chocolate de las universidades especializadas en gastronomía, donde desarrollarán actividades culinarias con platillos hechos con chocolate.

- Chocolateros: Espacio para el cacao y el chocolate de Tabasco. En este salón diferentes productores, exhiben productos hechos con cacao y chocolate así como los diferentes productos y servicios turísticos que el Estado ofrece.

- Sabor a Tabasco: Tabasco a través de su gastronomía. En este salón, podrás disfrutar de los olores y sabores ancestrales de la cocina autóctona de las culturas asentadas en Tabasco: Yokot’an, Zoque, Olmeca y Maya a través de exquisitos platillos prehispánicos hechos en cocina de leña por cocineras tradicionales.

- Experiencia sensorial: Espacio destinado a espectáculos de imagen, luces y sonido en una experiencia sensorial, a través de un viaje al mundo del cacao del Tabasco prehispánico. Aquí se conocerán los procesos de la elaboración prehispánica del chocolate y cómo surgió la bebida ancestral.

- Explora Tabasco: En este espacio se conocerá la oferta turística del estado de Tabasco.

- Espacio artesanal: Salón en el que artesanos tabasqueños exhiben sus hermosas creaciones artesanales.

- Banco del cacao: Aquí se conocerá el valor prehispánico del cacao como moneda, y se conocerá la actividad del trueque practicado por las culturas precolombinas.

El Festival del Chocolate cuenta con diferentes eventos:
- País invitado: Cada año, el festival cuenta con un país invitado, del cual se difunde su industria chocolatera, cultura, gastronomía, turismo, etc.

- Estado invitado: Cada año, se invita a un estado de la República mexicana, del cual se difunde su industria chocolatera, cultura, gastronomía, turismo, etc.

- Conferencias y talleres: El festival cuenta con la participación de los chefs más reconocidos en la materia, mismos que imparten demostraciones, conferencias y talleres dirigidos a niños, estudiantes y público en general.[3]

- Concursos: Durante el festival se llevan a cabo varios concursos relacionados con el chocolate como son: Concurso Gastronómico Estudiantil, Concurso de fotografía "El Edén de México" y Concurso de dibujo infantil "Tabasco con sabor a chocolate".[3]

- Eventos musicales: Durante todos los días del festival, se llevan a cabo en el palenque del parque Tabasco, eventos musicales con la participación de reconocidos cantantes y grupos de talla internacional.[3]

- Eventos especiales: Dentro del festival, se desarrollan otros eventos como bingo y eventos relacionados con el país invitado.[3]

- Mercado del "trueque": Como parte del festival, se llevará a cabo el “Mercado del Trueque”, donde los visitantes al Parque Tabasco podrán cambiar artículos reciclables por semillas de cacao, las cuales a su vez podrán ser intercambiadas por suvenires, alimentos o bebidas.[3]

- Recorridos turísticos: Como actividad complementaria se realizarán dos recorridos turísticos, uno por la ciudad de Villahermosa y el otro al municipio de Comalcalco, lugar donde se encuentran varias de las haciendas cacaoteras más representativas del estado, y en donde se muestran las plantaciones, historia del chocolate y la fabricación del mismo, y se visita el "Museo del Chocolate".[3]